# Руда (притока Есмані)
Руда — річка в Україні, у Шосткинському районі Сумської області. Ліва притока Есмані (басейн Дніпра).

## Опис
Довжина річки приблизно 6,9 км.

## Розташування
Бере початок на західній стороні від села Сваркове. Тече переважно на південний захід через Кравченкове, Калюжне і на південному сході від Іонине впадає у річку Есмань, праву притоку Клевені.
Річку перетинає автошлях Р44.